# 莫兰日
莫兰日（法語：Molinges，法語發音：[mɔlɛ̃ʒ]）是法国汝拉省的一个旧市镇，位于该省东南部，属于圣克洛德区。2019年，莫兰日与市镇沙萨勒合并为新市镇沙萨勒-莫兰日，莫兰日为新市镇行政中心。

## 地理
莫兰日（46°21'22"N, 5°45'55"E）面积2.57 平方千米，位于法国勃艮第-弗朗什-孔泰大區汝拉省，该省份为法国东部内陆省份，北起上索恩省，西北接科多尔省，西临索恩-卢瓦尔省，南至安省，东与杜省和瑞士接壤。
与莫兰日接壤的市镇（或旧市镇、城区）包括：普拉、罗尼亚、沙萨勒、拉里瓦尔、沃莱圣克洛德。

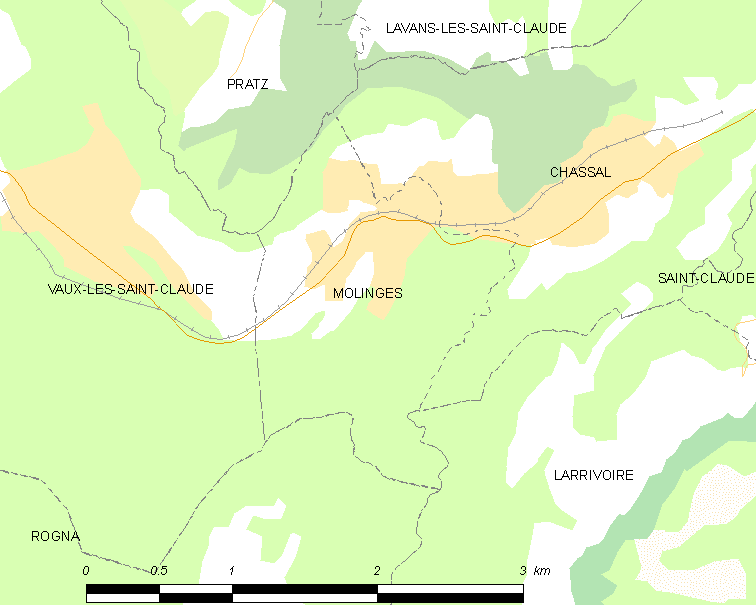
莫兰日的OSM定位图

莫兰日的时区为UTC+01:00、UTC+02:00（夏令时）。

## 行政
莫兰日的邮政编码为39360，INSEE市镇编码为39339。

## 政治
莫兰日所属的省级选区为科托迪利宗县。

## 人口

1962-2008年间莫兰日人口变化图示

莫兰日于2018年1月1日时的人口数量为698人。